# Planodes eximius
Planodes eximius är en skalbaggsart som beskrevs av Aurivillius 1926. Planodes eximius ingår i släktet Planodes och familjen långhorningar. Inga underarter finns listade i Catalogue of Life.